# Hyden Gittens
Hyden Gittens (Sint Eustatius, 1961) is een Nederlands econoom en politicus. Van 2004 tot 2010 was hij gezaghebber van Sint Eustatius.

## Biografie
Gittens werd op Sint Eustatius geboren. Hij volgde  basisonderwijs op het eiland en voortgezet onderwijs op Aruba en Curaçao. Vervolgens behaalde hij zijn bachelorgraad in bedrijfseconomie aan de heao in Den Haag. Hierna begon hij zijn loopbaan op Curaçao bij Touche Ross, het huidige Deloitte Touche Tohmatsu.
Van 1986 tot 1989 deed hij een vervolgopleiding in Florida en slaagde daar in financiële administratie met een bachelor- en mastergraad en een CPA-certificering (Certified Public Accountant). Hij beheerst vier talen.
Na zijn studie werkte hij aan zijn loopbaan werd hij uiteindelijk partner van de vestiging van Deloitte op Sint Maarten. Daarnaast heeft hij zich altijd bezig gehouden met besturen. Op Sint Maarten was hij voorzitter van de raad van toezicht van het Princess Juliana International Airport en lid van de werkgroep voor grondwettelijke zaken, de belastingcommissie, het bestuur van de zevendedagsadventisten en de Rotary. Daarnaast was hij lid van de algemene conferentie van de World Audit Service en de Antilliaanse tak van het Nederlands Instituut van Registeraccountants.
In januari 2004 trad hij aan als gezaghebber van Sint Eustatius. Deze functie bekleedde hij ongeveer zes jaar, tot 1 april 2010. Hij richtte zich vooral op sociaal-economische ontwikkeling en grondwettelijke verandering. Hij werd opgevolgd door Gerald Berkel.
Na zijn politieke uitstap keerde Gittens terug naar het bedrijfsleven, als medevennoot van de financiële dienstverlener Versant Resource Center. Van 2014 tot 2017 was hij lid van het College financieel toezicht Bonaire, Sint Eustatius en Saba.